# 喬格賴水庫
喬格賴水庫是俄羅斯的水庫，位於斯塔夫羅波爾邊疆區和卡爾梅克共和國接壤邊界，長49公里，面積185平方公里，蓄水量0.7立方公里，湖水來自捷列克河和庫馬河。